# Johann Valentin Andreae
Johann Valentin Andreae (Herrenberg, 1586. augusztus 17. – Stuttgart, 1654. június 27.), Johannes Valentinus Andreae és Johannes Valentinus Andreä néven is ismert. Német protestáns teológus, matematikus, a rózsakeresztesek egyik nagymestere. A felvilágosodás és a pietizmus előfutára volt az egyháztörténészek szerint.

## Művei
- 1614 Fama Fraternitatis
- 1615 Confessio Fraternitatis
- 1616 Chymische Hochzeit Christiani Rosenkreuz, Straßburg (Christian Rosenkreutz alkímiai menyegzője)
- 1619 Respublicae Christianopolitanae descriptio

## Magyarul
- Az Úr jámbor szolgája. Szellemi szórakozás együgyű keresztyének mulattatására; ford. Makkai Sándor; Ifjú Erdély, Kolozsvár, 1938
- Andreae Bálint: Az Isten igaz szolgájának jó élete; inː Két emlék a reformáció korából; ford. Payr Sándor, sajtó alá rend. Kovács Sándor; Luther-Társaság, Bp., 1939 (A Luther-Társaság kiadványai. Ú. s.)
- Johann Valentin Andreae: Christian Rosenkreutz kémiai-menyegzője, 1459. év / Rudolf Steiner: Christian Rosenkreutz kémiai menyegzője / A rózsakeresztes kereszténység; Biczó Iván, Bp., 1994
- Christianopolis Johann Valentin Andreae Reipublicae Christianapolitanae descriptio című könyve első hét fejezetét magyarázatokkal látta el Jan van Rijckenborgh; Magyarországi Lectorium Rosicrucianum Vallásközösség, Úny,  2007